# Issam El-Mallah
Issam El-Mallah (* 10. Januar 1948 in Port Said) ist ein ägyptischer Musikwissenschaftler.

## Leben
Von 1965 bis 1969 studierte er Schulmusik am Higher Institute for Music Education in Kairo. 1971 kam er zum Studium nach Deutschland. Nach den obligatorischen Sprachkursen am Goetheinstitut in Grafing bei München studierte er von 1972 an Musikwissenschaft an der Ludwig-Maximilians-Universität München. Nach der Promotion 1979 war er von 1980 bis 1990 wissenschaftlicher Angestellter und Akademischer Rat am Münchner Institut für Musikwissenschaft. 1994 habilitierte er sich an der Universität München mit einer Arbeit über „Arabische Musik und Notenschrift“. Von 1988 bis 1990 und 1992 bis 2002 leitete er wissenschaftlich das Oman Centre for Traditional Music in Muscat. Er ist außerplanmäßiger Professor in München.

## Schriften (Auswahl)
- Die Pass' e mezzi und Saltarelli aus der Münchner Lautenhandschrift von Jacomo Gorzanis. (Bayerische Staatsbibliothek Mus. Mss. 1511a). Tutzing 1979, OCLC 1041373415.
- als Herausgeber: International Symposium on the Traditional Music in Oman (1985 Maskat). The complete documents of the International Symposium on the Traditional Music in Oman. Wilhelmshaven 1994, ISBN 3-7959-0686-5.
- Omani traditional music. Tutzing 1998, ISBN 3-7952-0914-5.
- als Herausgeber: Omani traditional music and the Arab heritage. Tutzing 2002, ISBN 3-7952-0986-2.